# Eremochloa pectinata
Eremochloa pectinata är en gräsart som beskrevs av Buit. Eremochloa pectinata ingår i släktet Eremochloa och familjen gräs. Inga underarter finns listade i Catalogue of Life.